# 沃思利峰
沃思利峰（英語：Worthley Peak），是南極洲的山峰，位於沙克爾頓海岸，處於本森嶺北岸，海拔高度840米，美國地質調查局根據測量和美國海軍拍攝的空中照片繪入地圖，現時由南極條約體系管理。